# 竹厚綾
竹厚 綾（たけこう あや、1981年11月3日 - ）は、日本の女性ファッションモデル、女優。東京都出身。趣味、特技は読書、料理、着付け。所属事務所はPlageでかつてはビーナチュラルに所属していた。

## 来歴・人物
1999年 エリートモデルルック日本大会グランプリ獲得後、モデルとして活躍。2009年以降は女優としても活動を行っている。2011年1月9日、次女を出産。

## 出演
役名の太字は主演作品。

### 映画
- 葉子の結婚（2009年、小出豊監督）- 名波かのこ 役
- 渋谷 （2010年）-  サユリ 役
- The Depths（2010年、濱口竜介監督 東京藝術大学・韓国国立映画アカデミー共同製作作品）- ユジン 役
- 結婚学入門（新婚篇）（2011年、佐藤央監督）- 黛マユ 役
- 孤独な惑星（2011年）-  高村真理 役
- あれから（2012年 篠崎誠監督 第25回東京国際映画祭日本映画・ある視点部門正式出品作品）- 吉村祥子 役
- ビューティフル・ニュー・ベイエリア・プロジェクト（2013年、黒沢清監督）
- 霧の中の分娩室（2014年、桝井大地監督、東京藝術大学大学院映像研究科映画専攻 第8期 修了作品展）
- 渇き。（2014年）
- 近キョリ恋愛（2014年）
- 白河夜船（2015年）
- 蜃気楼の舟（2016年）- 白い服の女 役

### テレビドラマ
- 戦う女 第4話（2014年11月7日、フジテレビNEXT）- ゆい子 役
- いつかティファニーで朝食を（2015年10月 - 2016年3月、日本テレビ）立花先輩 役
- きみはペット（2017年2月 - 6月、フジテレビ）- 饗庭紫乃芙 役

### CM
- DHC（台湾）
- 第一三共ヘルスケア「システィナC」（2006年）
- キユーピー テイスティドレッシング　クリーミィブイヨン「ブイヨンとは」篇（2011年）
- SONY「Sony Tablet」（2011年）
- ちふれ化粧品「ダブルの美白」篇（2013年）
- キユーピー ノンオイル 「サラダ型気圧配置」篇（2013年）

### PV
- The Arrows「さよならミュージック」（2007年）
- 徳永英明 「砂時計」（2009年）
- 株式会社自転車創業 「PEDALRest（ペダレスト）」（2014年）

### 雑誌（モデル）
- 婦人画報
- ミセス
- クロワッサン
- ELLE JAPON
- Figaro japon
- 流行通信
- Spring
- Grazia
- 装苑
- GINZA
- anan